# Mission militaire française en Pologne
 (février 2020).
Si vous disposez d'ouvrages ou d'articles de référence ou si vous connaissez des sites web de qualité traitant du thème abordé ici, merci de compléter l'article en donnant les références utiles à sa vérifiabilité et en les liant à la section « Notes et références ».

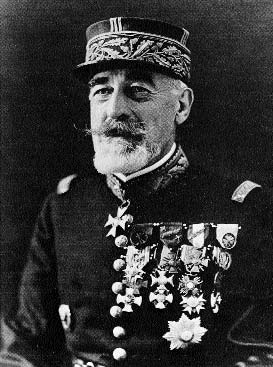
Louis Faury, chef de la mission militaire française en Pologne en 1939.

La mission militaire française en Pologne a été un effort de la France pour aider la toute naissante Deuxième République polonaise après avoir obtenu son indépendance en novembre 1918, à la fin de la Première Guerre mondiale. L'objectif en était de fournir une aide pendant la guerre soviéto-polonaise et de créer une armée polonaise forte qui pourrait devenir une alliée précieuse contre l'Allemagne. Elle était composée d'environ quatre cents officiers français au rôle consultatif, rattachés aux unités polonaises à différents niveaux. Bien que les membres de la mission française aient été peu nombreux, son effet a été considérable sur l'amélioration de l'organisation et la logistique de l'armée polonaise. Elle a travaillé en parallèle avec la plus modeste mission militaire britannique en Pologne. 
Elle a existé de 1918 à 1939.

## Guerre soviéto-polonaise
Le premier commandant de la mission militaire française en Pologne a été le général Paul Prosper Henrys, ancien commandant des forces françaises dans les Balkans. La mission française inspirait le respect et avait une influence considérable grâce aux activités de ses quelque 400 officiers instructeurs. Ces hommes, répartis parmi les cadres de l'armée polonaise, ont eu la tâche de former le corps des officiers dans l'art de la science militaire et de l'utilisation des manuels de l'armée française. L'effort français a été essentiel dans l'amélioration de l'organisation de l'armée polonaise nouvellement formée qui, jusqu'en 1919, utilisait divers manuels, diverses structures organisationnelles et des équipements disparates, provenant principalement des armées issues de la partition de la Pologne. Parmi les officiers français figurait le futur chef de la France Libre, futur chef du Gouvernement provisoire de la République française et futur président de la République française Charles de Gaulle, alors capitaine d'infanterie ; celui-ci était notamment instructeur au sein de l'école de formation des officiers d'infanterie de la jeune armée polonaise, qui lui donna le grade d'officier supérieur de major. 
Cette mission est distincte de la mission interalliée en Pologne, structure lancée par David Lloyd George le 21 juillet 1920, en réponse à la crise polonaise avant la bataille de Varsovie. Le but de cette dernière mission était d'influencer la politique polonaise en vue d'obtenir une paix durable dans la région et de faire participer la Pologne au « cordon sanitaire » organisé face à la Russie bolchevique, depuis novembre 1917. Elle comprenait notamment des diplomates français, dont Jean Jules Jusserand, le général Maxime Weygand, chef de cabinet du maréchal Ferdinand Foch (ancien commandant suprême, à compter de mars 1918, de la Triple-Entente) et des diplomates britanniques, dirigés par lord Edgar Vincent d'Abernon. 
La bataille cruciale de Varsovie a été gagnée à la mi-août 1920. L'utilité de la mission franco-britannique a d'abord été morale car les Polonais se sentaient soutenus par les vainqueurs de 1918, les deux grandes puissances militaires de l'époque. Weygand avait été installé comme conseiller supérieur au sein de l'état-major général polonais. D'autre part, Pilsudski a bénéficié d'importantes livraisons de matériel de guerre qui ont joué un rôle déterminant dans le succès de la contre-offensive d'août 1920. Après la bataille, un mythe s'est créé selon lequel Weygand aurait été l'auteur de la victoire polonaise, ce qui est très exagéré.
La fin de l'année 1920 voit la mission se maintenir avec à sa tête le général Henri Albert Niessel, ancien commandant de la mission militaire française en Russie en 1917 et traducteur en langue française de Clausewitz en 1903,.